# جين ساتو
جين ساتو (باليابانية: 佐藤 尽) (مواليد 27 سبتمبر 1974)، هو لاعب كرة قدم ياباني سابق كان يلعب كمدافع.

## وصلات خارجية
- جين ساتو على موقع رابطة كرة القدم اليابانية للمحترفين (اليابانية)
- جين ساتو على موقع قاعدة بيانات كرة القدم.إي يو (الإنجليزية)
- جين ساتو على موقع Soccerway.com (الإنجليزية)
- جين ساتو على موقع عالم كرة القدم.نت (الإنجليزية)